# Джонстон, Линдон
Ли́ндон Джо́нстон (англ. Lyndon Johnston; род. 4 декабря 1961 года, Хамиота, Манитоба, Канада) — канадский фигурист, выступавший в парном катании. В паре с Синди Лэндри он — серебряный призёр чемпионата мира 1989 года и чемпион Канады 1990 года. Многократный призёр чемпионатов Канады (с разными партнёршами), участник двух зимних Олимпиад.

## Карьера
Вместе со своей партнёршей Мелиндой Канэги Линдон Джонстон дважды завоёвывал «серебро» на чемпионате Канады по фигурному катанию — в 1984 и 1985 годах. Кроме того, они участвовали в зимних Олимпийских играх 1984 года.
Вскоре после 1985 года партнёршей Джонстона стала Дениз Беннинг. Вместе они выступали три сезона. На чемпионате Канады пара Беннинг — Джонстон выиграла две серебряные медали и одну — бронзовую. Этот дуэт также выступал на Олимпийских играх (1988 год).
По завершении Олимпийских игр 1988 года Линдон Джонстон встал в пару с Синди Лэндри. Вместе они завоевали серебряные медали чемпионата мира 1989 года.
В настоящее время Джонстон работает тренером по фигурному катанию в Спортивном зале Манитобы. Среди его учеников — такие танцевальные пары, как Кейди Денни и Джереми Барретт, Аманда Эвора и Марк Ладвиг.

## Спортивные достижения
(с Синди Лэндри)
| Соревнования               | 1988—89 | 1989—90 |
| -------------------------- | ------- | ------- |
| Чемпионаты мира            | 2       | 9       |
| Чемпионаты Канады          | 2       | 1       |
| Skate Canada International |         | 2       |
| Nebelhorn Trophy           | 1       |         |

(с Денис Бенниг)
| Соревнования               | 1985—86 | 1986—87 | 1987—88 |
| -------------------------- | ------- | ------- | ------- |
| Зимние Олимпийские игры    |         |         | 6       |
| Чемпионаты мира            | 5       | 5       | 5       |
| Чемпионаты Канады          | 2       | 2       | 3       |
| Skate America              |         | 2       |         |
| Skate Canada International | 3       | 5       |         |
| NHK Trophy                 | 3       |         |         |

(с Мелиндой Канхегий)
| Соревнование            | 1981—82 | 1982—83 | 1983—84 | 1984—85 |
| ----------------------- | ------- | ------- | ------- | ------- |
| Зимние Олимпийские игры |         |         | 12      |         |
| Чемпионаты мира         |         |         |         | 5       |
| Чемпионаты Канады       |         |         | 2       | 2       |
| Skate America           |         |         | 3       |         |
| Nebelhorn Trophy        | 2       |         |         |         |